# Klaus Ignatzek
Klaus Ignatzek (* 4. November 1954 in Wilhelmshaven) ist ein deutscher Jazzmusiker (Pianist, Komponist, Dozent).

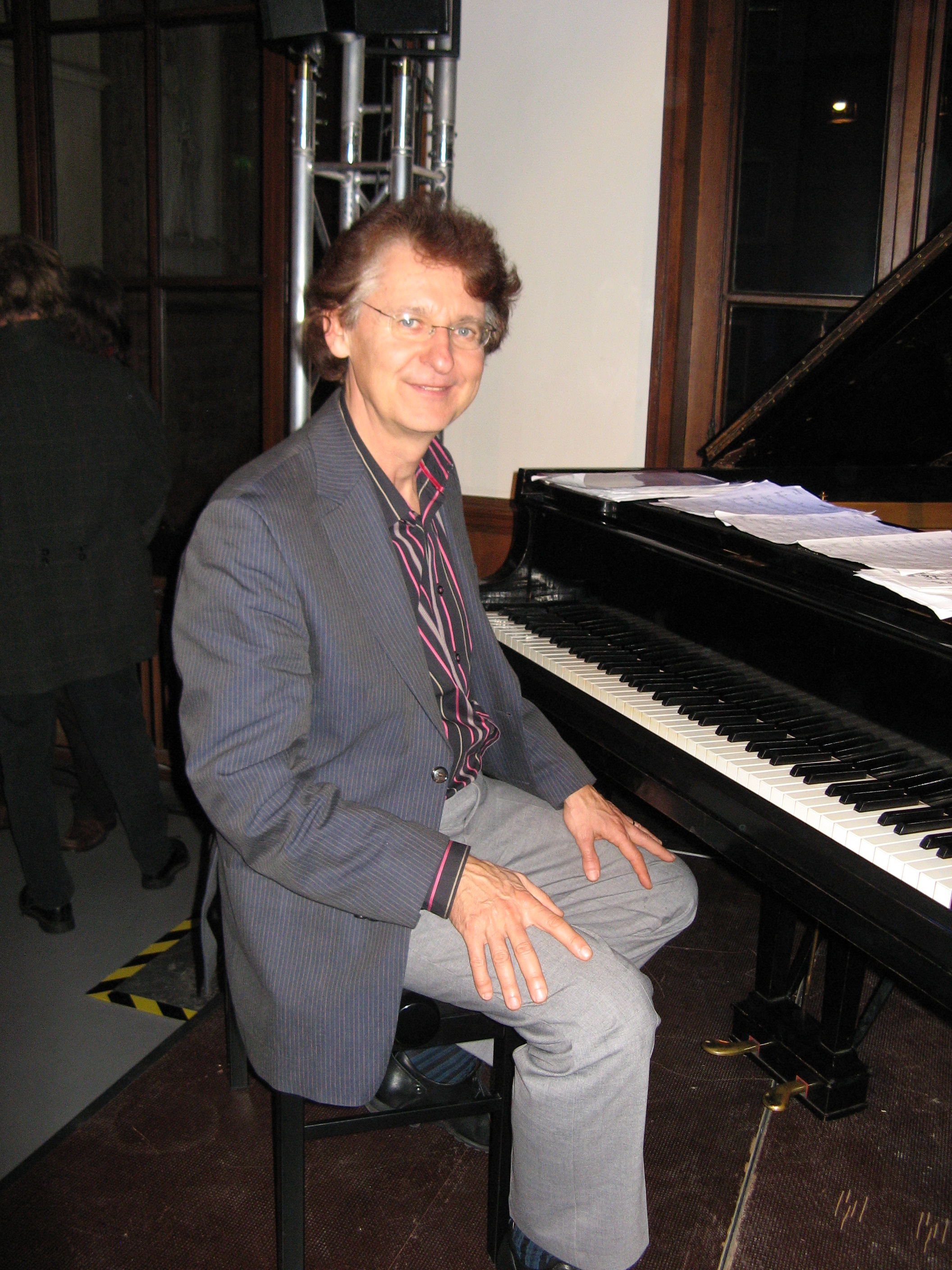
Klaus Ignatzek 2007 bei einem Konzert des Jazz Club Hannover im Künstlerhaus

## Leben und Wirken
Ignatzek lernte ab dem achten Lebensjahr Klavier; er studierte an der Carl von Ossietzky Universität Oldenburg Musikpädagogik. 1981 schloss sich ein Aufbaustudium an der Arizona State University an. Weitere Ausbildungsstufen waren bei Richie Beirach und Jim McNeely sowie Workshops bei Jamey Aebersold und Dave Liebman sowie bei Herbie Hancock.
Ab 1979 arbeitete er im Duo mit dem Saxophonisten Jochen Voß, ab 1983 mit der Rockjazzband Crossing. Außerdem spielte er im Trio mit Dieter Ilg und dem Schlagzeuger Uwe Ecker, später mit Jean-Louis Rassinfosse und Hans Dekker. Er war auf Tourneen mit David Liebman, Bobby Watson, Roman Schwaller, Joe Henderson, Johannes Enders, Gustavo Bergalli, Claudio Roditi und Anca Parghel, die zumeist auch durch Tonträger dokumentiert wurden. Darüber hinaus hat er solo (z. B. „African Flower“, 1986) und im Duo mit dem Vibraphonisten Florian Poser oder mit der Sängerin Susanne Menzel Alben veröffentlicht. Viele dieser Projekte laufen parallel über einen längeren Zeitraum und werden regelmäßig dokumentiert. Ignatzek hat mehr als 60 Tonträger veröffentlicht.
Ignatzek lehrt an der Oldenburger Universität die Fächer Jazz-Theorie und Klavier. 1995 wurde seine Jazz-Piano-Schule „Die Jazzmethode für Klavier, Band I“ (Schott-Verlag) und 1998 „Jazz Klavier Blues“ (ConBrio-Verlag) veröffentlicht. 1991 wurde Ignatzek für seine schöpferische Leistung das „Niedersächsische Künstlerstipendium“ verliehen.

## Lexigraphischer Eintrag
- Ian Carr, Digby Fairweather, Brian Priestley: Rough Guide Jazz. Der ultimative Führer zur Jazzmusik. 1700 Künstler und Bands von den Anfängen bis heute. Metzler, Stuttgart/Weimar 1999, ISBN 3-476-01584-X.